# Skagitské pohoří
Skagitské pohoří (Skagit Range) je část Kaskádového pohoří na jihozápadě Britské Kolumbie a severozápadě státu Washington. Na východě s pohořím hraničí řeka Skagit, na západě a severu pak řeka Chilliwack a také tvoří svah na boku Fraserova údolí řeky Fraser v regionu Lower Mainland.
Ze tří částí Severních Kaskád je Skagitské pohoří to nejhornatější. Na severu se protahuje až k samotné řece Fraser, někde pak nese různé místní názvy. Hory Naděje a Hory řeky Anderson jsou od Skagitského pohoří odděleny různými přírodními hranicemi, ale jinak se jedná o pohoří podobného charakteru.

## Geografie
Podle horolezce Freda Beckeyho se v nazývání pohoří nacházejí odlišnosti, především mezi americkou a kanadskou stranou, a to i přesto, že dřívější geologové a topografové měli o názvech dohodu. Skagitské pohoří bylo vnímáno jako hornaté území mezi řekami Skagit a Fraser, nejnovější kanadské mapy ale ukazují pohoří jako území mezi údolími řek Sumallo a Nicolum na západě a řekou Coquihalla na východě.
BCGNIS (Databáze geografických názvů v Britské Kolumbii) Skagitské pohoří definuje jako území západně od řeky Skagit, které se rozprostírá až za kanadsko-americké hranice. USGS provozuje pro USA podobnou databázi, kde je Skagitské pohoří definováno jediným bodem, který se nachází severně od Granite Mountain. Peakbagger.com definuje pohoří jako velké, ale ne zcela hornaté území, které ohraničuje řeka Fraser na severu, řeka Skagit na jihu a východě, Georgijská úžina na západě a řeky Nicolum a Sumallo na severovýchodě. Definice tedy zahrnuje i rozměrná nehornatá území, především po boku dolního toku řeky Fraser a při pobřeží Tichého oceánu.
Mezi části pohoří patří také Cheamovo pohoří a Plaňkové pohoří.

## Vrcholy
Mezi důležité vrcholky pohoří patří Hope Mountain, Mount Barr, Cheam Peak, Slesse Mountain, American Border Peak a Canadian Border Peak.